# Вајна ди Сопра (Болоња)
Вајна ди Сопра (итал. Vaina di Sopra) је насеље у Италији у округу Болоња, региону Емилија-Ромања.
Према процени из 2011. у насељу је живело 25 становника. Насеље се налази на надморској висини од 417 м.